# Libanesischer Elite Cup 2008
Der Libanesische Elite Cup 2008 war die elfte Austragung des Fußballturniers. Die vier besten Mannschaften aus der libanesischen Premier League und die beiden Pokalfinalisten nahmen teil. Titelverteidiger war der Nejmeh Club. Al Ahed hat sich mit einem 3:1-Sieg im Finale gegen al-Ansar zum ersten Mal den Titel gesichert.

## Qualifizierte Mannschaften
| Verein          | Platzierung der Saison 2007/08 |
| --------------- | ------------------------------ |
| al Ahed         | Erster                         |
| Nejmeh Club     | Zweiter                        |
| al-Ansar        | Dritter                        |
| al Mabarrah     | Vierter & Pokalsieger          |
| Safa SC Beirut  | Fünfter & Pokalfinalist        |
| Shabab al-Sahel | Sechster                       |

## Gruppenphase

### Gruppe A
| Pl. | Verein          | Sp. | S | U | N | Tore    | Diff. | Punkte |
| --- | --------------- | --- | - | - | - | ------- | ----- | ------ |
| 1.  | al-Ansar        | 2   | 1 | 1 | 0 | 003:200 | +1    | 04     |
| 2.  | Shabab al-Sahel | 2   | 1 | 1 | 0 | 002:100 | +1    | 04     |
| 3.  | al Mabarrah     | 2   | 0 | 0 | 2 | 001:300 | −2    | 0      |

|                                                                                        |   |                 |           |
| Mi, 27. Aug. 2008 um 17:30 Uhr (16:30 Uhr MESZ) in Sidon (Saida International Stadium) |   |                 |           |
| Shabab al-Sahel                                                                        | – | al Mabarrah     | 1:0 (1:0) |
| Sa, 30. Aug. 2008 um 17:30 Uhr (16:30 Uhr MESZ) in Sidon (Saida International Stadium) |   |                 |           |
| al-Ansar                                                                               | – | Shabab al-Sahel | 1:1 (1:0) |
| Di, 2. Sep. 2008 um 21:30 Uhr (20:30 Uhr MESZ) in Beirut (Camille-Chamoun-Stadion)     |   |                 |           |
| al Mabarrah                                                                            | – | al-Ansar        | 1:2 (0:2) |

### Gruppe B
| Pl. | Verein         | Sp. | S | U | N | Tore    | Diff. | Punkte |
| --- | -------------- | --- | - | - | - | ------- | ----- | ------ |
| 1.  | al Ahed        | 2   | 1 | 1 | 0 | 006:500 | +1    | 04     |
| 2.  | Nejmeh Club    | 2   | 1 | 1 | 0 | 004:300 | +1    | 04     |
| 3.  | Safa SC Beirut | 2   | 0 | 0 | 2 | 004:600 | −2    | 0      |

|                                                                                       |   |                |           |
| Do, 28. Aug. 2008 um 17:30 Uhr (16:30 Uhr MESZ) in Beirut (Camille-Chamoun-Stadion)   |   |                |           |
| Nejmeh Club                                                                           | – | al Ahed        | 2:2 (1:0) |
| So, 31. Aug. 2008 um 17:30 Uhr (16:30 Uhr MESZ) im Camille-Chamoun-Stadion (Beirut)   |   |                |           |
| al Ahed                                                                               | – | Safa SC Beirut | 4:3 (1:2) |
| Do, 4. Sep. 2008 um 17:30 Uhr (16:30 Uhr MESZ) in Sidon (Saida International Stadium) |   |                |           |
| Safa SC Beirut                                                                        | – | Nejmeh Club    | 1:2 (1:0) |

## Finalrunde
|  | Halbfinale | Halbfinale      | Halbfinale |  |  | Finale | Finale   | Finale |
|  |            |                 |            |  |  |        |          |        |
|  |            |                 |            |  |  |        |          |        |
|  | A1         | al-Ansar        | 1 (5)E     |  |  |        |          |        |
|  | B2         | Nejmeh Club     | 1 (4)      |  |  |        |          |        |
|  |            |                 |            |  |  | A1     | al-Ansar | 1      |
|  |            |                 |            |  |  | B1     | al Ahed  | 3      |
|  | A2         | Shabab al-Sahel | 1          |  |  |        |          |        |
|  | B1         | al Ahed         | 2          |  |  |        |          |        |
|  |            |                 |            |  |  |        |          |        |

E Sieg im Elfmeterschießen

### Halbfinale
|                                                                                       |   |                 |                                  |
| So, 7. Sep. 2008 um 21:30 Uhr (20:30 Uhr MESZ) in Sidon (Saida International Stadium) |   |                 |                                  |
| al-Ansar                                                                              | – | Nejmeh Club     | 1:1 n. V. (0:0, 0:0), (5:4 i. E. |
| Mo, 8. Sep. 2008 um 21:30 Uhr (20:30 Uhr MESZ) in Sidon (Saida International Stadium) |   |                 |                                  |
| al Ahed                                                                               | – | Shabab al-Sahel | 2:1 (0:1)                        |

### Finale
|                                                                                        |   |         |           |
| Do, 11. Sep. 2008 um 21:30 Uhr (20:30 Uhr MESZ) in Sidon (Saida International Stadium) |   |         |           |
| al-Ansar                                                                               | – | al Ahed | 1:3 (0:2) |